# Frances Hardcastle
Frances Hardcastle (geboren 13. August 1866 in Writtle, Essex; gestorben 26. Dezember 1941 in Cambridge) war eine britische Mathematikerin und Frauenrechtlerin.

## Leben
Hardcastle war das älteste von acht Kindern des Brauereidirektors und Barristers am Inner Temple Henry Hardcastle und dessen Frau Maria Sophia, einer Tochter des Astronomen John Herschel. Der Astronom Joseph Alfred Hardcastle war ihr Bruder.
Nachdem sie zunächst zu Hause unterrichtet wurde, besuchte Hardcastle ab 1888 das Girton College in Cambridge, wo sie das Triposprogramm in Mathematik belegte. Im Anschluss übersiedelte sie in die Vereinigten Staaten, wo sie Fellowships an der University of Chicago und anschließend am Bryn Mawr College erhielt. An letzterem wirkte sie in der Arbeitsgruppe von Charlotte Angas Scott, die ihre Ausbildung ebenfalls am Girton College absolviert hatte. In Bryn Mawr war Hardcastle Vorsitzende des Graduate Club und wurde als Delegierte ihres Colleges zu Versammlungen mit anderen Hochschulen entsandt. Während ihrer gesamten mathematischen Karriere arbeitete Hardcastle im Bereich der algebraischen Geometrie zur Theorie der damals sogenannten Punktgruppen, welche heute als Divisoren bekannt sind.
1895 kehrte Hardcastle ans Girton College nach Cambridge zurück. Nachdem sie bereits in den Vereinigten Staaten eine Arbeit Felix Kleins (Über Riemann’s Theorie der Algebraischen Functionen und ihrer Integrale) ins Englische übersetzt hatte, veröffentlichte sie nun mehrere eigene mathematische Fachartikel. 1905 erhielt sie einen Master of Arts des Trinity College Dublin.
Ab 1907 engagierte sich Hardcastle in der britischen Suffragettenbewegung. Zunächst war sie für ein Jahr gemeinsam mit Frances Sterling Honorarsekretärin bei der National Union of Women's Suffrage Societies, ehe sie 1908 nach Newcastle zog, wo sie Aufgaben in der North-Eastern Federation of Women's Suffrage Societies übernahm. Sie distanzierte sich von den militanten Methoden der Frauenrechtsbewegung, wie sie etwa von Emmeline und Christabel Pankhurst propagiert wurden.
1915 unterstützte sie offiziell die Ziele des Frauenfriedenskongresses in Den Haag.
Nachdem sie in den Ruhestand gegangen war, lebte Hardcastle in Stocksfield, Northumberland. Sie starb während eines Besuchs in Cambridge, wo sie auf dem Kirchhof des Girton College beigesetzt wurde.

## Schriften

### Wissenschaftliche Artikel
- A Theorem concerning the Special Systems of Point-Groups on a Particular Type of Base-Curve. In: Proc. Lond. Math. Soc., 1897, 1(1), S. 132–140.
- Some observations on the modern theory of point groups. In: Bull. Am. Math. Soc., 1898, 4(8), S. 390–402.

### Als Übersetzerin
- Felix Klein, Frances Hardcastle: On Riemann’s theory of algebraic functions and their integrals. Macmillan and Bowes, 1893.